# 縁切寺
縁切寺（えんきりでら）とは、江戸時代において、夫との離縁を達成するために妻が駆け込んだ寺のことである。寺は夫に内済離縁（示談）を薦め、調停がうまく行かない場合は妻は寺入りとなり足掛け3年（実質満2年）経つと寺法にて離婚が成立する。江戸幕府公認の縁切寺には鎌倉の東慶寺、群馬（旧、上野国新田郷）の満徳寺がある。駆込寺・駆け込み寺（かけこみでら）・駆入寺・駈入寺（かけいりでら）とも呼ばれる。

## 概説

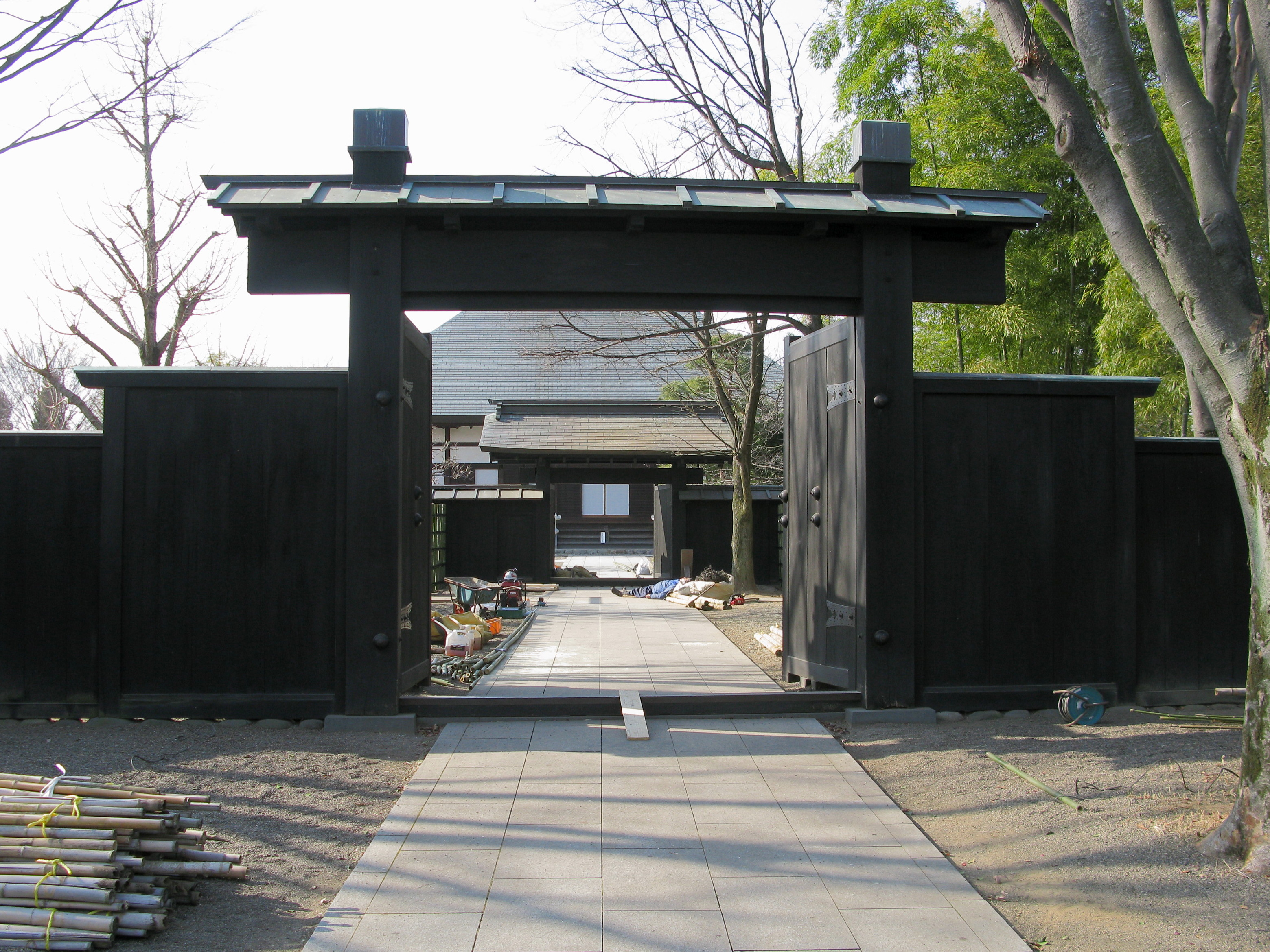
満徳寺の駆け込み門

歴史作家の河合敦によれば、鎌倉時代には飲んだくれ亭主や暴力を振るうDV夫から逃れられない悲惨な妻たちがおり、そんな妻を救う為に鎌倉幕府の執権北条時宗の妻・覚山尼が創建したのが縁切寺として有名な東慶寺であるとされる。河合によれば、覚山尼が息子の九代執権貞時に「ひどい夫のために自殺する女性が後を絶たない。彼女たちを寺へ召し抱え、夫と縁を切って身軽にしてやりたい」と願った結果、朝廷の勅許を得て縁切が認められることになったとされる。東慶寺に所蔵される『旧記之抜書』にも同じ内容の記述が残されている。
夫側からの離縁状交付を要した江戸時代の離婚制度において、縁切寺は妻側からの離婚請求を受け付けて妻を保護し、離婚調停を行う特権を公的に認められていた。調停にあたっては、夫をはじめとする当事者を強制的に召喚し、事情聴取を行った。
縁切寺では女性用の駆込場所という性質上、女性の幸福を第一に考えて、まず妻方の縁者を呼んで復縁するよう諭させ、どうしてもそれを承知しない場合に離縁を成立させる方向で調停を行なった。この調停特権は幕府によって担保されており、当事者が召喚や調停に応じない場合は、寺社奉行などにより応じることを強制された。この縁切寺の調停管轄は日本全国に及び、どこの領民であっても調停権限に服するものとされていた。
一般には、縁切寺で妻が離婚を勝ち取るには、尼として数年間寺入り（在寺）する義務があったかのように理解されているが、寺に入るのは調停が不調となった場合の最終手段であり、実際には縁切寺の調停活動により離婚が成立し、寺に入ることなく親元に戻るケースが大部分を占めていた（調停期間中は東慶寺の場合、門前の宿場に泊まる）。寺に入っても、寺の務めはするが尼僧になるわけではない。形ばかり、髪を少し切るだけであり、寺の仕事（出身階層や負担金などで仕事は異なる）を足掛3年（満2年）務めた後に晴れて自由になることができる。
駆け込もうとする妻を連れ戻そうと夫が追いかけてくるということもたびたびあった様子で、その様子を描いた図画、川柳も存在する。しかし、満徳寺の場合では寺の敷地内である門から内側に妻の体が一部分でも入れば、夫であっても連れ戻してはならないことになっており、また体の一部でなく、履いていた草履を投げて敷地内に入った、もしくは投げた簪が門に刺さった場合なども、夫は妻を連れて帰ってはならなかった。
当時の町役人の職務手引書には「縁切寺から寺法書が送達された場合は開封しないで、速やかに夫に離縁状を書かせ、召喚状とともに返送すること」と記されていた。これは寺法による離婚手続きに入れば早かれ遅かれ強制的に離婚させられ、寺法による離婚手続きの段階が進めば進むほど、夫・妻の双方にとってより面倒な事になるからである。もしも、寺法書の封を切らずに離縁状と共に寺に差し出せば、それは寺の処置を異議なく申し受けたとして扱われ、夫にはそれ以上の面倒は無く、妻も義務が軽く済む。しかし、夫がどうしても離婚に承諾しなければ書面の封を切り、夫に寺法による離婚を申し渡し、妻は一定期間の寺入りになる。夫も各地に呼び出されたり強情を張って手間をかけさせたと叱られたりするのである。夫が最後まで徹底的に抵抗しても奉行や代官によって離婚が強制的に成立する。
東慶寺と満徳寺の縁切寺2寺のうち、駆込の件数は人口の多い江戸から距離が近い東慶寺の方が多く、1866年（慶応2年）東慶寺では月に4件弱の駆込が行われている（大部分は寺の調停で内諾離婚になり寺入りせずに済んだ、寺入りする妻は年に数件である）。昭和の東慶寺住職井上禅定は東慶寺だけで江戸末期の150年間で2000人を越える妻が駆込んだであろうとしている。

## 縁切寺と千姫
幕府公認の縁切寺は東慶寺と満徳寺の2つだが、この2つが幕府公認になったことは千姫に由来する。満徳寺は千姫が入寺し（実際には腰元が身代わりで入寺）離婚後本多家に再婚した事に由来し、東慶寺は豊臣秀頼の娘（後の東慶寺住持の天秀尼）を千姫が養女として命を助け、この養女が千姫の後ろ盾もあり義理の曽祖父になる徳川家康に頼み込んで東慶寺の縁切寺としての特権を守ったとされる。この2つの寺の特権は千姫-家康に認められたものであり、後年の江戸幕府もこれを認めざるを得なかった。

## 江戸時代以前の縁切寺
鎌倉時代後期から室町時代・戦国時代にかけての縁切寺は、東慶寺（現在の神奈川県鎌倉市山ノ内（北鎌倉））と満徳寺だけというわけではなかった。世俗から切り離された存在（アジール）として、寺院は庇護を求める人々を保護してきた。寺に駆込んだ妻を寺院が保護すれば夫は容易には妻を取り戻せない。ことに男子禁制の尼寺ならばなおさらであり、夫の手の届かないところに数年いれば、当時の観念としてもはや夫婦ではないと認められた。しかし、豊臣から徳川の時代になると寺院の治外法権的な特権は廃止され、一般の寺に駆込んでも夫に引き渡される事も起きるようになり、幕府公認の縁切寺は東慶寺と満徳寺に限定されていくのである。

## 江戸時代の縁切寺以外の駆け込み
法制史学者の高木侃によれば、幕府公認の縁切寺が東慶寺と満徳寺に限定されたことは、離縁を望む妻側の救済手段がそれだけに限定されたことを意味しないとされる。高木は「幕府権力を最終的なよりどころとしなくても、武家・神職・山伏などの社会的権威のある人々の屋敷への縁切り駆け込みが多数あり、ほとんどは速やかに離婚を成立させることができた。縁切り寺はあくまでも最終手段であった」と主張している。
高木は自らの著書の中で、『当時庶民とりわけ農民の家族においては、妻も労働力のゆえにその地位は低くなく、離婚も再婚も容易であり、また夫の恣意による不実の専断離婚は認められず、訴訟によって妻は復縁・離婚を請求することもできたのであり、「夫のみが一方的に三行半を突きつけて追い出し離婚を強制することができ、妻は縁切り寺に駆け込む以外の救済手段を持たなかった」というのは、後世の誤解である』と主張している。また、「群馬県史 通史編6」によれば、江戸期の離婚率の高さは、夫専権離婚ではなく、妻による「飛び出し離婚」が多かったためとされている。
例えば、上野国小幡藩では、妻と離婚したいが告げられず（いわゆる、かかあ天下のため）、藩の陣屋や町役人の所に縁切り駆け込みし、離婚を訴える事例が2例確認できる。また熊本藩にも夫の縁切り駆け込みをにおわす文書が確認されている（前同 p.195）。
また、同じく上野国（群馬県）の例だが、交代寄合の旗本で、新田氏の子孫である岩松氏の屋敷にも、駆け込みがあったことが確認されている。ただしあくまで非公式な手続きであり、正式に離婚斡旋を始めたのは、明治期に入った当主の新田俊純男爵からである。岩松家は歴史が古く格式が高いため権威があり、しかし120石と少禄であったので屋敷は当然それほど立派ではなく、つまり庶民が駆け込み易かったとも推測される。さらに岩松家は護符を売るなどの呪術的な商いでも知られていたため、信仰心的な権威もあった。さらに、屋敷はいわゆる縁切寺の満徳寺の近隣に存在していた。

### 反論
高木は農家の労働力という点で女性の地位が低くなかったと主張するが、女性史研究者の長島淳子は「当時の農書や経営帳簿によれば、男性の給金や日当が高く見積もられ、脱穀調整などの女性労働は安価であり、特に下女労働はさらに 安く見積もられた」と主張している。例えば信濃国諏訪郡今井村の豪農今井左宮内家の文政4年 (1821) の経営帳簿によれば、男性は金2両2分であるのに対し、女性は金1両と四季施（季節の着物）だけであり、男性の半額程度にしかならなかったとされ、日雇いで男性が銭50文、女性が銭16~33程度であり、男性の3割から6割の賃金しか貰えず明確な男女格差があったとされる。また、民俗学者の松崎憲三や豊島よし江によれば、将来的な貢献が期待されていた男児と違って、当時の女児は一家の継承や労働力としての役割が男児ほど期待されておらず、貧困家庭において間引きの対象とされる確率が高かったとされている。
高木は当時の女性が離婚も再婚も容易であったと主張するが、歴史作家の河合敦は「問題のある夫から逃れられず、悲惨な日常をおくっている女性も少なくなかったし、どうしても離婚に応じない夫もいた。」「寺に駆け込む理由はやはり、夫の暴力、賭け事、浮気、姑との確執が大半だった。」と主張している。当時の価値観では親戚や仲人や五人組といった紛争の相談役が夫から妻への暴力を問題視せず、暴力を振るわれた程度では離縁は大変な困難を伴う、或いは認められなかった事例があったので、最終手段として寺に駆け込んだ事例が多数記録されている。中臺希実は、当時の都市部で婚姻せずに暮らすという事は自身が病に罹ったり天候などによって収入を得ることが出来なくなると、一気に困窮し生存の危機がつきまとう非常に不安定なものだったので、経済的収入や体力を持つ者が所帯の中で権力を持ち、それが暴力という形で顕在化したと指摘している。
多摩郡押立村に住む千代の夫である万八は大酒を飲み、好色で、暴力も振るっていた。千代の義母てうは万八の親に離縁を相談して反省の一礼を書かせて一旦解決したが、その後も万八の酒癖は治らず、暴力を振るい、その上に衣類を勝手に質に出すなどした。堪りかねたてうは領主に離縁を訴えたが認められず、最終的には領主への訴えを取り下げている。落合功は、この訴えの主体は妻である千代でなく義母のてうであり、男女間の問題は当人同士だけでなく家同士の問題として理解されていると指摘している。
高木はまた、妻側も訴訟によって復縁・離婚を請求することもできたと主張するが、法制史学者の井ヶ田良治は、「当時は、妻は勿論、夫にさえ優越した親族や地域社会に縛られた「家」の原理が働いていた。当時の夫婦を独立した個人と個人の関係であるかのように考察し、夫専権離婚制を否定して妻が家の支配から開放されて離婚を請求する権利を持ち、夫婦が対等で近代的な平等関係が存在したかのように解するのは誤りである。」「かつてのように夫専権離婚制を一面的に強調するのも、それを否定するあまり妻の自由意志による離婚請求権の存在を強調するのも、共に誤りであることは明らかである。」と主張している。
離婚を望む夫に対し妻が抵抗して離婚が認められなかった例として次のようなものがある。弘化2年（1845）、高井郡綿内村のせんは福島村の清兵衛のもとへ嫁いだ。あるとき清兵衛はせんの綿の種のこしらえかたが悪いことを理由に暴力をふるい腕の骨を負傷させた。せんは医者へ通い仲人に事情を打ち明けて実家で薬用・療養することにしたが、夫の清兵衛は一方的な手切れ金と共にせんの実家へ離縁を申し入れた。せんは村役人や仲人に対し復縁したいと懇願したが既に離縁話が事済みになっていたため、須坂藩の郡奉行所へ夫の横暴を訴えた結果、復縁することで話がまとまった。しかしこの時に取り付けられた約束は、①せんが手切れ金として受けとった田地は返す。②せん療養中の薬用金は夫が支払う。③家内がむつまじく暮らせるように、せんは親や夫に孝順しこどもを大切にする。④せんに不行き届きがあっても勘弁する。というもので、仲人、村役人、郷宿、藩役人が関係していながら夫から妻への暴力を咎めたり禁じたりする文言は無い。

## 芸術作品における扱い
- グレープが1975年に発売したアルバム『コミュニケーション』に、鎌倉の東慶寺を題材にした「縁切寺」が収録されている。（作詞・作曲・編曲：さだまさし）　1976年にバンバンがこの楽曲をカバーする。
- 縁切寺を題材とした歌を演歌歌手の若山かずさが2006年にリリースしている（タイトル：縁切寺／作詞：池田充男／作曲：叶弦大／編曲：南郷達也）。
- 縁切寺の東慶寺を題材にした2015年の映画『駆込み女と駆出し男』がある。

## 縁切寺として知られる寺院

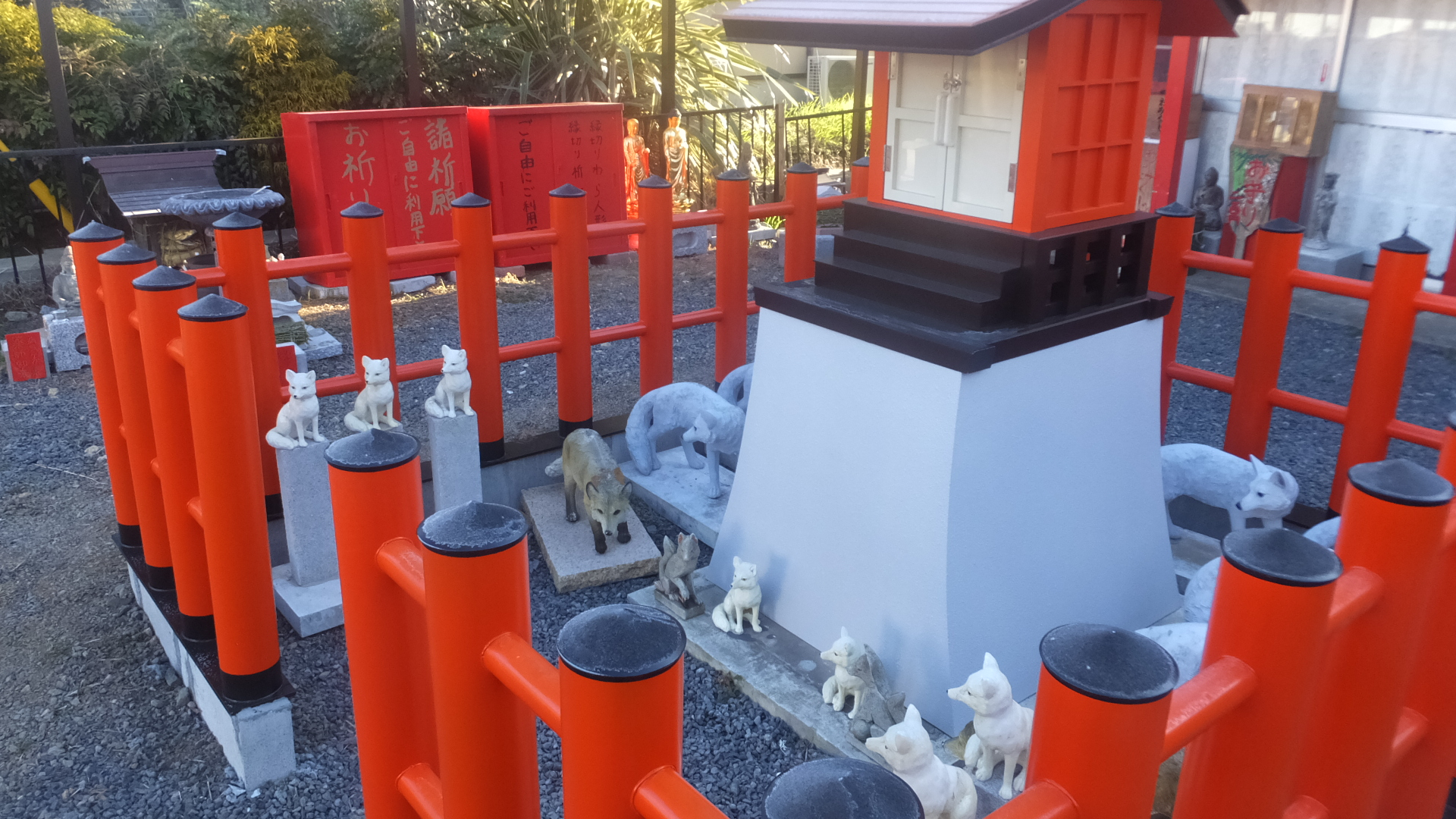
真浄寺 稲荷大権現 縁切り稲荷

- 龍王院
- 真浄寺